# 最後的記憶

《最後的記憶》，是一部以「早發性阿茲海默症」為題材的劇情片，由導演羅越所執導的大學畢業製作電影短片，監製徐立功、張世儫，製片謝郁萱，主演李千娜、梁正群、高英軒。2018年4月22日於光點台北舉行「最後的記憶｜新創電影發佈會—感恩首映」。
經羅越毛遂自薦後，由金馬國際影展創辦人徐立功擔任本片監製，是徐立功在電影界第一次大力幫助學生。徐立功展現出對羅越寄予厚望，並親筆寫下：「為了電影勇於跨越困難、勇於超越自我的年輕導演！」
羅越在學生期間以優秀的劇本及題材多樣的作品，成功邀請台灣知名演員李千娜、梁正群、高英軒參與演出。電影中，導演巧妙運用光影及配樂的敘事搭配，讓觀眾迅速融入劇情，進入故事角色的心境，從中關心人與人之間，愛與陪伴的重要性，並用台灣較少見的題材「早發性阿茲海默症」來呈現。
對電影充滿期許及熱情的羅越，以己身親人的失智症相關經驗，將心中細膩的感觸，藉由這片電影短片述說，希望能讓更多人關注文明極度發展之下的社會動人真實面，呼籲在台灣的未來，能夠有更多的體諒、更多的包容。期望對電影的熱愛，能喚起人之所以為人的價值與意義，將這份最真誠的感動帶給所有觀眾。

## 故事大綱
葉子齊（梁正群飾）今年三十四歲，在事業及婚姻才剛步入新的佳績時，不幸罹患了早發性阿茲海默症，在愛妻林曉琴（李千娜飾）的面前，總是替妻子著想，但責任感堅強的他，無法承受這一大打擊，開始放棄自己，曉琴看著子齊每天煎熬地承受，面對脆弱又逞強下的丈夫更意識到自己必須更加勇敢，陪伴子齊一同面對這影響他們一輩子的疾病。子齊為了不讓曾經的美好消逝在他記憶中，將腦海裡的畫面用油畫紀錄下來，他始終最不想遺忘的是與曉琴曾經相識的回憶。而在病情急速加重的情況下，他試著努力前去當初與曉琴相識的地方，但卻在尋找記憶的過程中，不知不覺地忘記了自己最深愛的妻子。

## 角色介紹
| 演員姓名 | 角色名稱 | 介紹 |
| 梁正群   | 葉子齊   | 三十四歲，處女座，和四個朋友一同合資開了一間室內設計工作室，其中一位是大學的好朋友——林翔。大學四年級時，在登山社認識了曉琴並喜歡上她，畢業後子齊搬出家裡，與曉琴交往了八年後結婚，人生正要開始準備達到自我目標時，卻被宣告罹患了早發性阿茲海默症，身心逐漸疲乏，失去希望的人生，不斷努力嘗試不遺忘對他人生來說最美好的記憶。 |
| 李千娜   | 林曉琴   | 三十一歲，雙魚座，在國中擔任地理老師，是個堅強的女生。大學時因參加登山社而認識了葉子齊，兩人在交往八年後結了婚，看著事業剛起步每天努力工作的子齊，不免感到心疼，而後在得知子齊罹患早發性阿茲海默症時，依然關心並陪伴著他，一同度過人生最艱難的時光。                                                                         |
| 高英軒   | 林翔     | 三十二歲，天秤座，葉子齊的大學同學，個性活潑外向，大學時介紹子齊加入登山社，也意外成了子齊與曉琴的媒人。畢業後在一家室內設計公司工作了一年並認識了個性相投的張博恩與吳宇中，有著創業夢想的他，在公司學習到經驗後選擇辭職並找子齊、博恩與宇中一同合資創立屬於自己的工作室。                                                   |
| 常惟綱   | 張博恩   | 三十歲，摩羯座，先前與林翔在同一間室內設計公司上班，在前輩林翔的幫助下，學習到很多經驗，待人和善的博恩在林翔創業時也果斷跟他一起合資成立室內設計工作室。 |
| 趙品傑   | 吳宇中   | 二十八歲，雙子座，家裡貧窮不喜歡讀書的他，高中畢業因為喜歡自由而提早出社會打拼，判斷事情都會以理性的角度去思考，是個個性隨和工作態度認真的年輕人，對事物有許多不同的看法及意見，年紀雖輕，但能力絲毫不遜色其他同事們。 |
| 戴昆憲   | 黃鈞凱   | 三十九歲，巨蟹座，精神科醫生，在工作上經常面對阿茲海默症患者，富有同理心的他，面對病患高低起伏的病情及情緒，到現在從醫快十年依然不太能習慣。 |

## 電視播映
| 日期       | 時間          | 頻道               | 節目名稱                   |
| 2020/09/18 | 21：00        | 華視教育體育文化台 | 《校園鑫馬獎－最後的記憶》 |
| 2019/10/04 | 21：00        | 愛爾達綜合台       | 《最後的記憶》             |
| 2019/10/11 | 05：00        | 愛爾達綜合台       | 《最後的記憶》             |
| 2018/11/18 | 10：00        | 華視主頻           | 《華視新秀劇場》           |
| 2019/11/19 | 01：15 03：45 | 華視主頻           | 《華視新秀劇場》           |

## 獎項紀錄

### 第二屆 三好微電影國際創作競賽
| 年份 | 獎項       | 得獎者         | 結果 |
| ---- | ---------- | -------------- | ---- |
| 2021 | 五和精神獎 | 《最後的記憶》 | 獲獎 |

### 2020IM兩岸青年影展
| 年份 | 獎項   | 得獎者         | 結果 |
| ---- | ------ | -------------- | ---- |
| 2020 | 前50強 | 《最後的記憶》 | 獲獎 |

### 俄羅斯WCM莫斯科世界內容市場交易展
| 年份 | 獎項 | 得獎者         | 結果 |
| ---- | ---- | -------------- | ---- |
| 2020 | 入選 | 《最後的記憶》 | 獲獎 |

### 校園鑫馬獎
| 年份 | 獎項           | 得獎者         | 結果 |
| ---- | -------------- | -------------- | ---- |
| 2020 | 全國32強       | 《最後的記憶》 | 獲獎 |
| 2020 | 各校選拔第一名 | 《最後的記憶》 | 獲獎 |
| 2020 | 最佳男配角獎   | 高英軒         | 提名 |

### 金光影展
| 年份 | 獎項         | 得獎者         | 結果 |
| ---- | ------------ | -------------- | ---- |
| 2020 | 社會組第二名 | 《最後的記憶》 | 獲獎 |

### 第四屆寧波微電影節
| 年份 | 獎項           | 得獎者         | 結果 |
| ---- | -------------- | -------------- | ---- |
| 2019 | 最佳男演員獎   | 梁正群         | 獲獎 |
| 2019 | 最佳短片金螺獎 | 《最後的記憶》 | 提名 |
| 2019 | 最佳導演獎     | 羅越           | 提名 |
| 2019 | 最佳女演員獎   | 李千娜         | 提名 |

### 2019CKFF金燈臺國際影展
| 年份 | 獎項             | 得獎者         | 結果 |
| ---- | ---------------- | -------------- | ---- |
| 2019 | 優等             | 《最後的記憶》 | 獲獎 |
| 2019 | 最佳劇情片       | 《最後的記憶》 | 提名 |
| 2019 | 最佳導演獎       | 羅越           | 提名 |
| 2019 | 最佳女主角獎     | 李千娜         | 提名 |
| 2019 | 最佳電影主題曲獎 | 李千娜         | 提名 |

### 第六屆湖北武漢金飛燕微電影大賽
| 年份 | 獎項       | 得獎者         | 結果 |
| ---- | ---------- | -------------- | ---- |
| 2019 | 銅飛燕獎   | 《最後的記憶》 | 獲獎 |
| 2019 | 最佳導演獎 | 羅越           | 獲獎 |

### CTS台泰微電影節
| 年份 | 獎項         | 得獎者         | 結果 |
| ---- | ------------ | -------------- | ---- |
| 2019 | 校園組第一名 | 《最後的記憶》 | 獲獎 |

### 台北影視音人才媒合會
| 年份 | 獎項       | 得獎者       | 結果 |
| ---- | ---------- | ------------ | ---- |
| 2019 | 入選劇本組 | 羅越、謝郁萱 | 獲獎 |

### 印度Aasha國際電影節
| 年份 | 獎項 | 得獎者         | 結果 |
| ---- | ---- | -------------- | ---- |
| 2019 | 入選 | 《最後的記憶》 | 獲獎 |

### 湖南我的青春視界．共創美好生活2019青年文創視頻選拔賽臺灣海選初賽
| 年份 | 獎項   | 得獎者         | 結果 |
| ---- | ------ | -------------- | ---- |
| 2019 | 第二名 | 《最後的記憶》 | 獲獎 |

### 上海We・愛第三屆兩岸青年短片大賽
| 年份 | 獎項 | 得獎者         | 結果 |
| ---- | ---- | -------------- | ---- |
| 2019 | 銀獎 | 《最後的記憶》 | 獲獎 |

### 放視大賞
| 年份 | 獎項                     | 得獎者         | 結果 |
| ---- | ------------------------ | -------------- | ---- |
| 2019 | 行動應用類數位影音組優選 | 《最後的記憶》 | 獲獎 |

### 青春有影2018大學盃金獎
| 年份 | 獎項       | 得獎者         | 結果 |
| ---- | ---------- | -------------- | ---- |
| 2019 | 金獎       | 《最後的記憶》 | 獲獎 |
| 2019 | 百大精選獎 | 《最後的記憶》 | 獲獎 |

### 2019英國電影製作人短片影展
| 年份 | 獎項 | 得獎者         | 結果 |
| ---- | ---- | -------------- | ---- |
| 2019 | 入選 | 《最後的記憶》 | 獲獎 |

### 2018MOD微電影暨金片子創作大賽
| 年份 | 獎項             | 得獎者       | 結果 |
| ---- | ---------------- | ------------ | ---- |
| 2018 | 愛爾達劇本合作獎 | 羅越、謝郁萱 | 獲獎 |

### 大阪ISCA國際學生影展
| 年份 | 獎項           | 得獎者         | 結果 |
| ---- | -------------- | -------------- | ---- |
| 2018 | 海外映像第二名 | 《最後的記憶》 | 獲獎 |

### 2018奈及利亞短片電影節
| 年份 | 獎項 | 得獎者         | 結果 |
| ---- | ---- | -------------- | ---- |
| 2018 | 入選 | 《最後的記憶》 | 獲獎 |

### 第一屆雛島影展
| 年份 | 獎項           | 得獎者         | 結果 |
| ---- | -------------- | -------------- | ---- |
| 2018 | 入選最佳劇情片 | 《最後的記憶》 | 獲獎 |

### 2018華視新秀劇場
| 年份 | 獎項 | 得獎者         | 結果 |
| ---- | ---- | -------------- | ---- |
| 2018 | 入選 | 《最後的記憶》 | 獲獎 |

### 2018新北市學生影像新星獎
| 年份 | 獎項           | 得獎者         | 結果 |
| ---- | -------------- | -------------- | ---- |
| 2018 | 年度優選劇情片 | 《最後的記憶》 | 獲獎 |

### 台北影視音媒合會
| 年份 | 獎項       | 得獎者 | 結果 |
| ---- | ---------- | ------ | ---- |
| 2018 | 入選配樂組 | 陳怡慧 | 獲獎 |

### 2018FFIFA福爾摩沙國際電影節
| 年份 | 獎項       | 得獎者 | 結果 |
| ---- | ---------- | ------ | ---- |
| 2018 | 最佳男配角 | 高英軒 | 提名 |
| 2018 | 最佳化妝   | 梁立誠 | 提名 |

## 活動紀錄
| 日期       | 名稱                                                                                       | 地點                        |
| 2018/07/06 | 《最後的記憶》電影座談會                                                                   | 樂賞大坡池音樂館            |
| 2018/08/16 | 年輕型失智症與職務再設計研討會 《最後的記憶》微電影欣賞 導演與醫師作家的對談               | 林口長庚紀念醫院            |
| 2018/09/16 | 2018國際失智症月 《最後的記憶》羅越導演講座                                                | 萬華剝皮寮歷史街區          |
| 2018/09/21 | 107年新北市國際失智症月系列活動 「新北連心 憶路同行」開幕記者會 《最後的記憶》電影放映會   | 板橋大遠百Mega City威秀影城 |
| 2018/09/22 | 107年新北市國際失智症月系列活動 《最後的記憶》電影座談會                                   | 板橋大遠百Mega City威秀影城 |
| 2018/11/16 | 2018年埔里基督教醫院失智共照中心 《最後的記憶》電影座談會                                  | 埔里基督教醫院              |
| 2018/12/06 | 107年勞動部認識失智症教育訓練計畫 《最後的記憶》電影座談會 由電影談失智症所帶來的改變      | 勞動部勞動力發展署          |
| 2019/03/27 | 2019年埔里基督教醫院失智共照中心 《最後的記憶》電影座談會                                  | 厚熊咖啡                    |
| 2019/08/16 | 108年台南市麻豆區衛生所 高齡友善城市及社區計畫 失智症電影賞析活動 《最後的記憶》電影座談會 | 麻豆戲院                    |
| 2019/09/01 | 苗栗縣為恭紀念醫院 2019國際失智症月活動 《最後的記憶》電影座談會                           | 苗北藝文中心                |
| 2020/09/05 | 高雄市政府衛生局 2020國際失智症月活動 《最後的記憶》電影放映會                             | 國立科學工藝博物館          |
| 2022/01/20 | 崇藝術空間 X 戎館 第五屆金光短片影展合作放映特別企劃                                       | 戎館                        |
| 2022/06/11 | 連江縣衛生福利局 失智症主題電影《最後的記憶》線上座談會                                    | 連江縣衛生福利局            |

## 電影主題曲
| 曲別   | 歌名   | 演唱者 | 作詞   | 作曲   |
| 主題曲 | 謝謝你 | 李千娜 | 李千娜 | 李千娜 |

## 電影配樂
最後的記憶所講述的，阿茲海默症的病發與各種生活上發生爭執，或是對家人造成情緒上的困擾，使這部微電影在本質上對配合音樂的需求度與敏感度具有非常高的挑戰性。直到最後的一刻，每個環節都象徵了具象的情緒，而這些情緒都需要高感性的旋律，與準確的和聲變化，方能表達出特別的情緒。
- 配樂總監：朱育佑
- 作曲：陳怡慧
- 配樂錄音製作人：戴廷吉
- 配樂錄音師：蔡周翰
- 配樂混音師：王永鈞

| 曲序 | 曲目                                   | 作曲   |
| ---- | -------------------------------------- | ------ |
| 1.   | 山中的火車（Forest Railway）           | 陳怡慧 |
| 2.   | 記憶中的涼亭（The Pavilion in Memory） | 陳怡慧 |
| 3.   | 迷離恍惚（Blurry）                     | 陳怡慧 |
| 4.   | 漣漪（Ripple）                         | 陳怡慧 |
| 5.   | 趁我還記得（While I Still Remember）   | 陳怡慧 |
| 6.   | 衝突（Conflict）                       | 陳怡慧 |
| 7.   | 尋找子齊（Looking for）                | 陳怡慧 |
| 8.   | 最後的記憶（The Last Memory）          | 陳怡慧 |

## 工作人員
- 監製：徐立功、張世儫
- 製片：謝郁萱
- 執行製片：韓岱庭
- 生活製片：張婕茜
- 導演：羅越
- 場記：江旻璇
- 編劇：羅越、謝郁萱
- 攝影：羅越
- 攝影助理：高禎雅
- 美術指導：羅越
- 美術：鄭翰、張婕茜、彭汶彬
- 造型指導：梁立誠
- 造型：林子云
- 收音：趙軒晟
- 音效錄音師：黃士佳、許懃
- 聲音剪輯：許懃
- 聲音混音師：黃士佳
- 燈光：王育彰、郭雯誼
- 配樂總監：朱育佑
- 作曲：陳怡慧
- 配樂錄音製作人：戴廷吉
- 配樂錄音師：蔡周翰
- 配樂混音師：王永鈞
- 製作：羅越電影有限公司

## 拍攝場景
嘉義縣
- 阿里山國家森林遊樂區
- 阿里山森林鐵路
- 阿里山車站
- 祝山車站
- 小笠原山
- 奮起湖杉林步道

嘉義市
- 北門車站

桃園市
- 鳥久居酒屋

## 新聞資料
- 學生導演才華打動國片教父 失智症微電影是要逼哭誰 （页面存档备份，存于）
鏡週刊2018/04/22
- 梁正群記憶力大衰退！自曝一整年「忘記拉拉鏈」 （页面存档备份，存于）
中時電子報2018/04/22
- 梁正群挑戰演出早發性失智症 李千娜陪著一起哭 （页面存档备份，存于）
噓！新聞2018/04/22
- 梁正群犯初老 整年忘記拉拉鏈
YAHOO！奇摩2018/04/23
- 告訴我一個你覺得很重要，而且一輩子都可能不會忘記的回憶 （页面存档备份，存于）
市民時報2018/04/27
- 《最後的記憶》學生導演羅越畢業祭 府中15展出 （页面存档备份，存于）
中央社2018/04/27
- 梁正群記性比爸差　驚慌車被偷結果竟反轉 （页面存档备份，存于）
NOWnews2018/09/21
- 男星看著父親感慨 父：我沒那麼老！
三立新聞網2018/09/21
- 兩電影說「失智症」 看記憶的流失 （页面存档备份，存于）
自由時報2018/09/21
- 男星憂慮患早發性失智 看導演爸感慨「真的老了」 （页面存档备份，存于）
自由時報2018/09/21
- 梁正群記憶不敵老爸梁修身 外出工作才發現車子不見了 （页面存档备份，存于）
中時電子報2018/09/21
- 失智活動梁正群自爆丟車糗事　老爸急：唉呦多少錢！ （页面存档备份，存于）
壹新聞2018/09/21
- 響應國際失智症月 台片《最後的記憶》首映 （页面存档备份，存于）
大紀元2018/09/21
- 梁正群健忘車停隔夜 「民族英雄」梁修身心疼這件事 （页面存档备份，存于）
噓！星聞2018/09/21
- 9月21日「國際失智症日」 用影展、互動體驗、友善伴跑一起了解失智症
Yahoo！奇摩新聞2018/09/21
- 梁正群睡醒發現車不見 憂大腦斷片 （页面存档备份，存于）
自由時報2018/09/22
- 阿公失智啟發他拍電影 學李安向徐立功自薦奪We愛銀獎 （页面存档备份，存于）
ETtoday新聞雲2019/06/22
- We愛兩岸青年短片大賽 台灣作品拿下三項大獎！ （页面存档备份，存于）
ETtoday新聞雲2019/06/22
- 兩岸青年用短片共譜爱歌 We愛·第三届屆兩岸青年短片大賽圓滿落幕 [永久]
海峽之聲網2019/06/22
- We爱·第三屆兩岸青年短片大賽圓滿落幕 
中國日報網2019/06/24
- 《最後的記憶》以「早發性阿茲海默症」為主題 獲台泰微電影節首獎  （页面存档备份，存于）
臺灣時報2019/11/01
- 【三好微電影】《最後的記憶》李千那永不離棄的愛  （页面存档备份，存于）
人間福報2020/09/26

## 相關連結
- Loehr Film 羅越電影的Facebook專頁
- 最後的記憶的Facebook專頁
- 最後的記憶的Instagram帳戶
- YouTube上的最後的記憶41分鐘完整版
- YouTube上的最後的記憶預告片
- YouTube上的最後的記憶主題曲MV
- YouTube上的最後的記憶配樂
- YouTube上的愛爾達綜合台電影微勢力-第三集